# Serreta de Freginals
La serreta de Freginals, o la Serreta, és una serra situada entre els municipis de Freginals i Masdenverge (Montsià), amb una elevació màxima de 191 metres per sobre el nivell del mar.
Juntament amb el Montsianell, la serreta de Freginals constitueix una prolongació septentrional de la Serra del Montsià.